# Henna Viljanen
Henna Viljanen (13 de marzo de 1998) es una deportista finlandesa que compite en tiro, en la modalidad de rifle.
Ganó una medalla de plata en el Campeonato Mundial de Tiro de 2022 y dos medallas de bronce en el Campeonato Europeo de Tiro, en los años 2021 y 2022.

## Palmarés internacional
| Campeonato Mundial | Campeonato Mundial | Campeonato Mundial | Campeonato Mundial             |
| Año                | Lugar              | Medalla            | Prueba                         |
| ------------------ | ------------------ | ------------------ | ------------------------------ |
| 2022               | El Cairo (Egipto)  | Medalla de plata   | Rifle 3 posiciones 300 m mixto |
| Campeonato Europeo |                    |                    |                                |
| Año                | Lugar              | Medalla            | Prueba                         |
| 2021               | Osijek (Croacia)   | Medalla de bronce  | Rifle 3 posiciones 300 m mixto |
| 2022               | Zagreb (Croacia)   | Medalla de bronce  | Rifle 3 posiciones 300 m       |